# Théotiste Lefèvre
Théotiste Lefèvre, né le 17 septembre 1798 à Paris où il est mort le 7 mars 1887, est un typographe français.

## Biographie
Élève de son père à l’âge de douze ans, d’abord comme apprenti et ensuite en qualité de simple ouvrier, imprimeur associé avec S.-A. Hugelet[Qui ?] (supprimé lors du décret réduisant le nombre des imprimeries parisiennes), Théotiste débute jeune dans l’imprimerie, d’abord comme simple compositeur mais, travailleur acharné, il complète son instruction pour arriver à diriger l’un des services importants de la maison Firmin-Didot, où il fait une partie de sa carrière, pendant plus de trente ans.
Doyen des protes d’imprimerie de France, il laisse un Manuel de typographie (devenu le Théotiste, du nom de son auteur) qui passe pour le meilleur ouvrage de ce genre de son temps, longtemps resté indispensable à ceux qui voulaient mieux connaitre la profession d’imprimeur.

## Publications
- Guide pratique du compositeur et de l’imprimeur typographes, Paris, Firmin-Didot et Cie, 1883, 720 p. (ISBN 978-2-73846-919-9, OCLC 901465354, lire en ligne).